# Derek McLane
Derek McLane (Londres, 14 de junho de 1958) é um cenógrafo de teatro, ópera e televisão americano. Ele se formou em Bacharel de artes no Harvard College e posteriormente cursou a Yale School of Drama. McLane ficou responsável pelo desenho cênico nas edições do Oscar de 2013, 2014, 2015, 2016 e 2017. Ele ganhou um Emmy e um Art Directors Guild Award por seu trabalho para o Oscar de 2014.